# Ascend (シェーン・ガラースのアルバム)
『Ascend』（アセンド）はカナダ出身のドラマーシェーン・ガラースが2013年6月12日に発表したアルバムである。

## 概要
- 前作「HINGE」から約8年ぶりに発表されたスタジオ・アルバムである。
- 今作も今までの作品同様、全ての楽器・ミックス及び作詞作曲（#3を除く）をシェーンが担当している。

## 収録曲
特記なきものは全て作詞・作曲及び編曲：シェーン・ガラース
1. Ascend
2. Wish You Well
3. Brotherhood
（作詞：シェーン・ガラース、作曲：松本孝弘）
B'zのカヴァー。歌詞はシェーンによるオリジナルの英詞である。
4. Rat Stew
5. Million Miles
6. Wonderful Midori
7. Alive

## 演奏
- シェーン・ガラース - 全ての楽器、ボーカル